# Auxiliary Division
La Auxiliary Division, souvent connue comme Auxiliaries ou Auxies, de la Royal Irish Constabulary, est une unité paramilitaire de la gendarmerie royale irlandaise (RIC) pendant la guerre d’indépendance de l’Irlande. Elle est créée en juillet 1920 et composé d'anciens officiers de l'armée britannique, dont la plupart venaient de Grande-Bretagne. Son rôle est de mener des opérations anti-insurrectionnelles contre l'Armée républicaine irlandaise (IRA). Les Auxies sont devenus tristement célèbres pour leurs représailles contre les civils et les biens civils en représailles des actions de l'IRA, dont l'exemple le plus connu est l'incendie de la ville de Cork en décembre 1920.
Les Auxies sont distincts des Black and Tans anciens soldats recrutés dans le RIC en tant que gendarmes temporaires. La Royal Irish Constabulary et l'Auxiliary Division sont dissoutes en 1922, à la suite du traité anglo-irlandais.

## Sources
- (en) Cet article est partiellement ou en totalité issu de l’article de Wikipédia en anglais intitulé « Auxiliary Division » (voir la liste des auteurs).